# Права интерсекс-людей в Испании
Права интерсекс-людей в Испании нарушаются по ряду показателей. Законы, обеспечивающие защиту интерсекс-людей от дискриминации или калечащих операций на половых органах, существуют только в некоторых автономных областях, но не на национальном уровне. Закон 3/2007 — это действующий в Испании закон, который касается юридической смены пола, включая права интерсекс-людей.
В Испании проблема нарушения прав интерсекс-людей не получила широкого распространения, в том числе редко обсуждается в ЛГБТ-организациях. В результате интерсекс-люди сталкиваются с такими проблемами, как калечащие операции на половых органах в детстве, дискриминация и отсутствие правоспособности изменить свой юридический пол после неправильного определения пола.
Комитет ООН по правам ребенка осудил Испанию за проводимые калечащие операции на половых органах детей, считая, что Испания не выполняет свои обязательства по защите детей.

## История
Во времена правления Римской империи, по римским обычаям считалось, что люди, рожденные с гениталиями промежуточного типа, были признаком плохого предзнаменования и монстрами, которых нужно убивать на церемонии очищения. После этого периода такие правила больше не соблюдались, и интерсекс-люди имели право вступать в брак.
Во времена правления на Пиренейском полуострове Омейядского халифата нормы ислама, действовавшие в то время на этой территории, признавали существование интерсекс-людей под названием «кхунта» (араб. خنثى‎). Когда первичные половые органы человека можно было отнести к мужскому или женскому полу, его считали представителем преобладающего пола, а когда выбрать пол не удавалось, человека считали относящемуся к третьему полу. Иногда требовалось исследование анатомии интерсекс-человека, чтобы определить, должен ли человек жить по законам, касающимся женщин или мужчин.
В средние века католическая церковь учила, что существуют только два пола: мужской и женский. Интерсекс-люди считались принадлежащими к тому полу, на который они были более похожи, люди с гениталиями промежуточного типа должны были выбирать пол и соблюдать правила поведения ему предписываемые на протяжении всей жизни. Например, если интерсекс-человек решил жить как мужчина, этот человек будет осужден на за гомосексуальность, если он вступит в сексуальные отношения с мужчиной, и если он решит жить как женщина, для него будет незаконным иметь сексуальные контакты с женщинами.
Известен случай XVI века, связанный с человеком по имени Элена де Сеспедес, который жил как мужчина, чтобы иметь возможность заниматься хирургической практикой. Есть некоторые споры о том, был ли де Сеспедес интерсекс-человеком или же трансгендерным человеком или же жил как мужчина, только ради возможности вести хирургическую деятельность. Когда де Сеспедес родился его при рождении записали как девочку, и он вышел замуж, но позже изменил своё имя на Элено и женился. Во время защиты в суде де Сеспедес заявил, что родился как с мужскими, так и с женскими гениталиями, но суд возразил, что де Сеспедес использовал свои медицинские знания, чтобы изменить свои собственные гениталии. Де Сеспедес приговорили к двумстам ударам плетью и к десяти годам бесплатной работы в больнице.
Первым задокументированным интерсекс-человеком в Испании был Фернанда Фернандес из Сухара. В 18 веке родители при рождении записали Фернандес девочкой, и в дальнейшем Фернандес был монахиней в течение 14 лет. В возрасте 32 лет Фернандес прошел несколько медицинских осмотров, и было объявлено, что он был мужчиной, потому что его гениталии не были похожи на женские. Клятвы Фернандес как монахини были аннулированы, и он начал жить как мужчина.
В 19 веке жил серийный убийца по имени Мануэль Бланко Ромасанта, который, как теперь предполагают, был интерсексом. Когда Ромасанта родился, его родители не были уверены в половой принадлежности ребенка, поэтому при рождении его записали девочкой, и он получил имя Мануэла, но когда Ромасанте было восемь лет, его гендерный маркер изменили в документах на мужской. Историки описывают Ромасанта как обладающую «женскими» чертами.
Интерсекс-люди подвергались преследованиям во время режима Франко, а администрация Франко считала их чудовищами. Флоренсио Пла Мессенгер по прозвищу «Ла Пастора» родился в 1917 году с гениталиями промежуточного типа и получил имя Тереса и был записан девочкой, поскольку его родители хотели защитить Мессенгуэра от необходимости идти в армию. В детстве Мессенгуэра дразнили, и после травматического обследования гениталий военнослужащими Франко он решил жить как мужчина. Затем Мессенгер присоединился к антифранкистским силам, но в конце концов был задержан и отправлен в несколько женских тюрем. В конце концов, Мессенгер был помилован и освобожден в 1978 году, проведя двадцать лет в тюрьме.

## Физическая неприкосновенность
В Испании калечащие операции на половых органах интерсекс-детей законны и финансируются государством через Национальную систему здравоохранения Испании. Эти хирургические вмешательства часто выполняются младенцам или детям по выбору их родителей, и в этих случаях они не требуют согласия со стороны пациента, необратимы и являются косметическими процедурами, не нужными с медицинской точки зрения. Из-за осложнений после операции, социальных трудностей и эмоциональных травм и множества других сложностей часто такие операции становятся причиной возникновения проблем со здоровьем и психологическим состоянием у людей их перенесших. Тем не менее, законная доступность этих операций также обеспечивает выдающиеся преимущества, такие как эстетика, возможность преодолеть веру в то, что интерсекс-люди не смогут должным образом приспособиться к обществу или поддерживать эмоциональные отношения из-за своих атипичных гениталий, и они обеспечивают способность бороться с определенными заболеваниями, которые могут возникнуть в результате интерсекс-состояний, например, с увеличением вероятности развития рака.
По состоянию на 2019 год, Мадрид, Арагон, Балеарские острова, и Валенсия являются единственными автономными областями, в которых действуют законы, запрещающие калечащие операции на половых органах несовершеннолетних. Вместо этого они требуют, чтобы хирургические операции на гениталиях таких людей были отложены до тех пор, пока пациент не достигнет возраста, который законодатели в этих регионах считают подходящим для принятия такого рода решений. Законопроекты, касающиеся хирургии на половых органах несовершеннолетних, также были подготовлены на Канарских островах, Астурии и Кантабрии, но ни один из них официально не утвержден.

## Право на жизнь
Пренатальный скрининг позволяет выявить у плода определенные состояния, в том числе некоторые интерсекс-вариации. В результате некоторые родители предпочитают абортировать детей с интерсекс-признаками. Эти систематические аборты не считаются этическими, и поэтому некоторые НПО, а также Комитет министров Совета Европы настаивают на запрете подобных тестов. В 2015 году в тематическом документе Совета Европы о правах человека и интерсекс-людях говорилось:
Право интерсекс-людей на жизнь может быть нарушено в результате дискриминационного «выбора пола» и «преимплантационной генетической диагностики и других форм тестирования и отбора по определенным характеристикам». Такие селективные аборты несовместимы с этическими нормами и стандартами прав человека из-за дискриминации, совершаемой в отношении интерсекс-людей на основе их половых характеристик.

## Защита от дискриминации
Интерсекс-люди в Испании подвержены риску травли и более высокому уровню бедности по сравнению с другими людьми в Испании.

## Возмещения ущерба
В настоящее время в Испании нет какой-либо системы компенсаций или возмещения ущерба жертвам калечащих операций на половых органах проведенных в детстве. Несмотря на то, что было рассмотрено несколько судебных дел, ни одно из них не было выиграно. Из-за стигматизации, окружающей интерсекс-людей, им трудно получить доступ к своим оригинальным медицинским записям, чтобы подать апелляцию в суд.

## Документы, удостоверяющие личность
Для интерсекс-людей юридическое признание - это больше о праве изменить свой юридический пол и заявить о самоопределении своей половой идентичности. Некоторые организации по защите прав интерсекс-людей выступают против концепции третьей гендерной классификации, поскольку считают ее причиной дискриминации и других форм гендерного насилия. Однако необходима третья гендерная классификация, потому что некоторые интерсекс-люди не идентифицируют себя как мужчины или женщины. Закон Испании не признает существование небинарных людей, и по этой причине может быть трудно изменить пол на законных основаниях.
Часто интерсекс-людям выбирают пол при рождении, но по мере взросления у этих люди начинают развиваться черты противоположного пола, особенно в период полового созревания. Кроме того, в Испании распространено некорректное назначение пола, потому что у родителей интерсекс-детей есть только 72 часа, чтобы зарегистрировать своего ребенка в Гражданском реестре после рождения. В результате процесс смены пола включает корректировку юридического пола, указанного в DNI, испанской национальной идентификационной карте.
Однако, согласно действующему испанскому законодательству, принятому 3/2007, гормональное лечение необходимо в течение двух лет, чтобы иметь возможность изменить юридический пол в DNI и поставить диагноз гендерной дисфории. Закон 2007 г., касающийся регистрации смены пола, а также статья 54 и раздел V Закона о регистрации актов гражданского состояния 1957 г. требуют, чтобы все в DNI был четко прописан пол. Согласно статье, опубликованной в 2012 году, от 8,5% до 20% интерсекс-людей страдают дисфорией. Однако на региональном уровне были разработаны некоторые законы, позволяющие свободно менять пол.

## Защита прав
В Испании существует несколько организаций по защите прав интерсекс-людей. Некоторые из них - AISSG Spain (GrApSIA), Испанское общество людей с врожденной гиперплазией коры надпочечников и AMAR.
Мексиканский проект Brújula Intersexual сообщает о новостях, связанных с интерсекс-людьми, на испанском языке, особенно о событиях, происходящих в испаноязычном мире. Он ориентирован на распространение информации и осведомленность об интерсекс-вопросах.